# Biserica fortificată din Ocna Sibiului

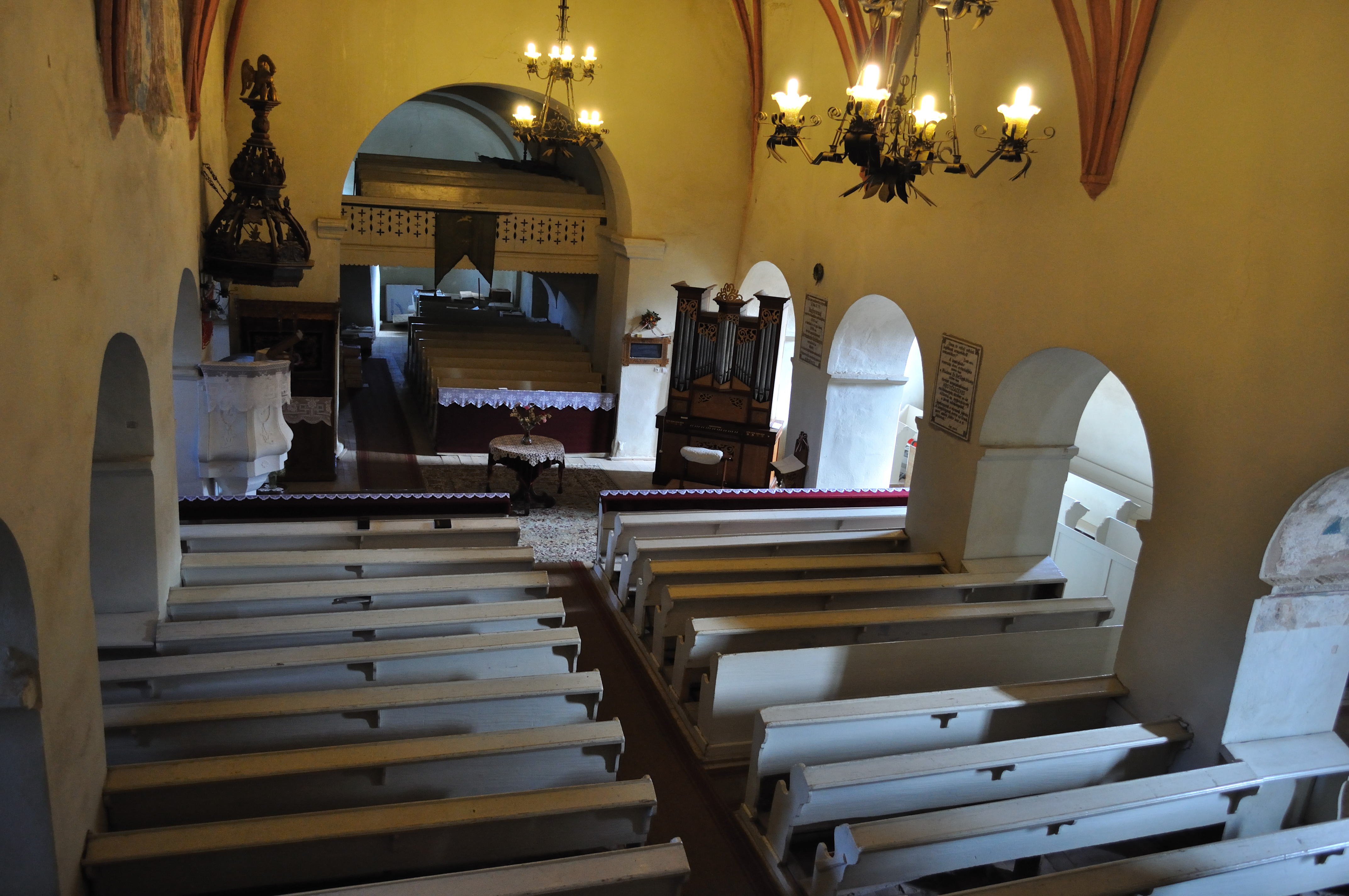
Interiorul bisericii

Biserica reformată-calvină din Ocna Sibiului a fost construită în secolul al XIII-lea. Este monument istoric, cod LMI SB-II-a-A-12493.

## Istoric și trăsături
Se poate presupune că în prima epocă a creștinismului, cavalerii din ordinul Sfântul Gheorghe au posedat o mănăstire la Ocna Sibiului. Din ruinele acestei mănăstiri s-a construit, între anii 1240-1280, actuala biserică reformată, situată în centrul localității, înzestrată cu zid de cetate. Construită în stil romanic, îmbunătățită cu elemente de arhitectură gotică, biserica adăpostește un complex de tunele și un cavou. Piesele de valoare istorică din interior sunt:
- strana preotului și coronamentul amvonului din anul 1515
- cocoșul deasupra acoperișului cu semilună, din secolul al XVI-lea
- strana curatorului din anul 1767
- frescele și pictura interioară, o parte de la construcția bisericii, cel mai bine conservată este Scena Răstignirii, din stânga amvonului, datată 1522
- elemente de înscrisuri medievale din interiorul și exteriorul bisericii, precum și pe zidul cetății
- basorelieful de la intarea sudică, datând din secolul al XIII-lea
- obiecte de ceramică, fabricate de meșteșugarii olari unguri ai urbei, începând din secolul al XVIII-lea.

Mișcarea reformei a pătruns printre locuitorii maghiari în secolul al XVI-lea. Poporul devenind în întregime reformat, și biserica, care până atunci era romano-catolică, a intrat în proprietatea bisericii reformate. Parohia a aparținut Consistoriului Suprem al Bisericii Evanghelice din Sibiu până în anul 1862, având, din secolul al XVI-lea, doi preoți: un preot principal, de confesiune reformată și un capelan (inițial sas, mai apoi maghiar) de confesiune evanghelică. 
În prezent numărul credincioșilor este în continuă scădere, lucrările de restaurare, consolidare și amenajare fiind suportate de fundații și organizații din străinătate.

## Galerie de imagini

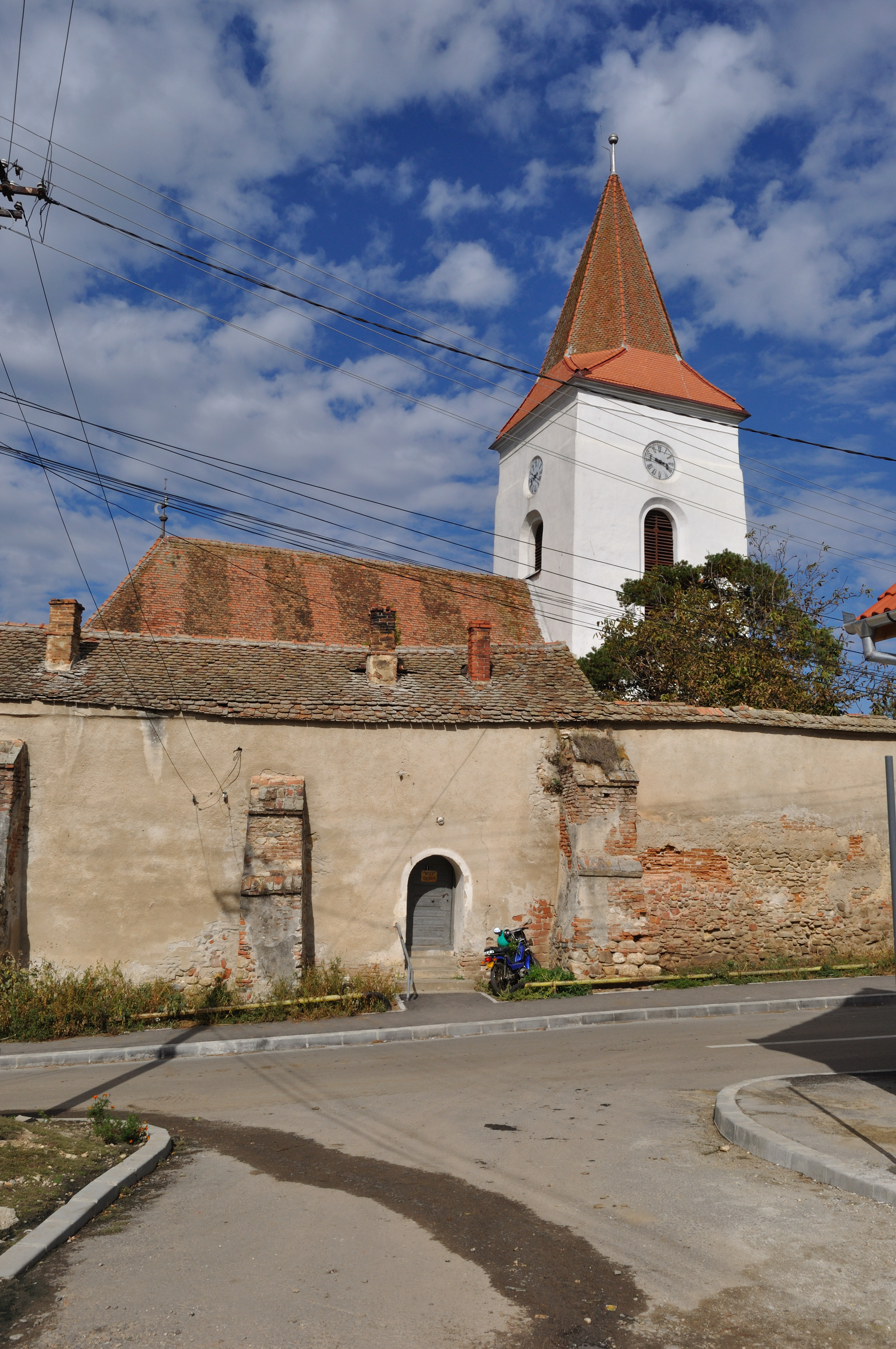
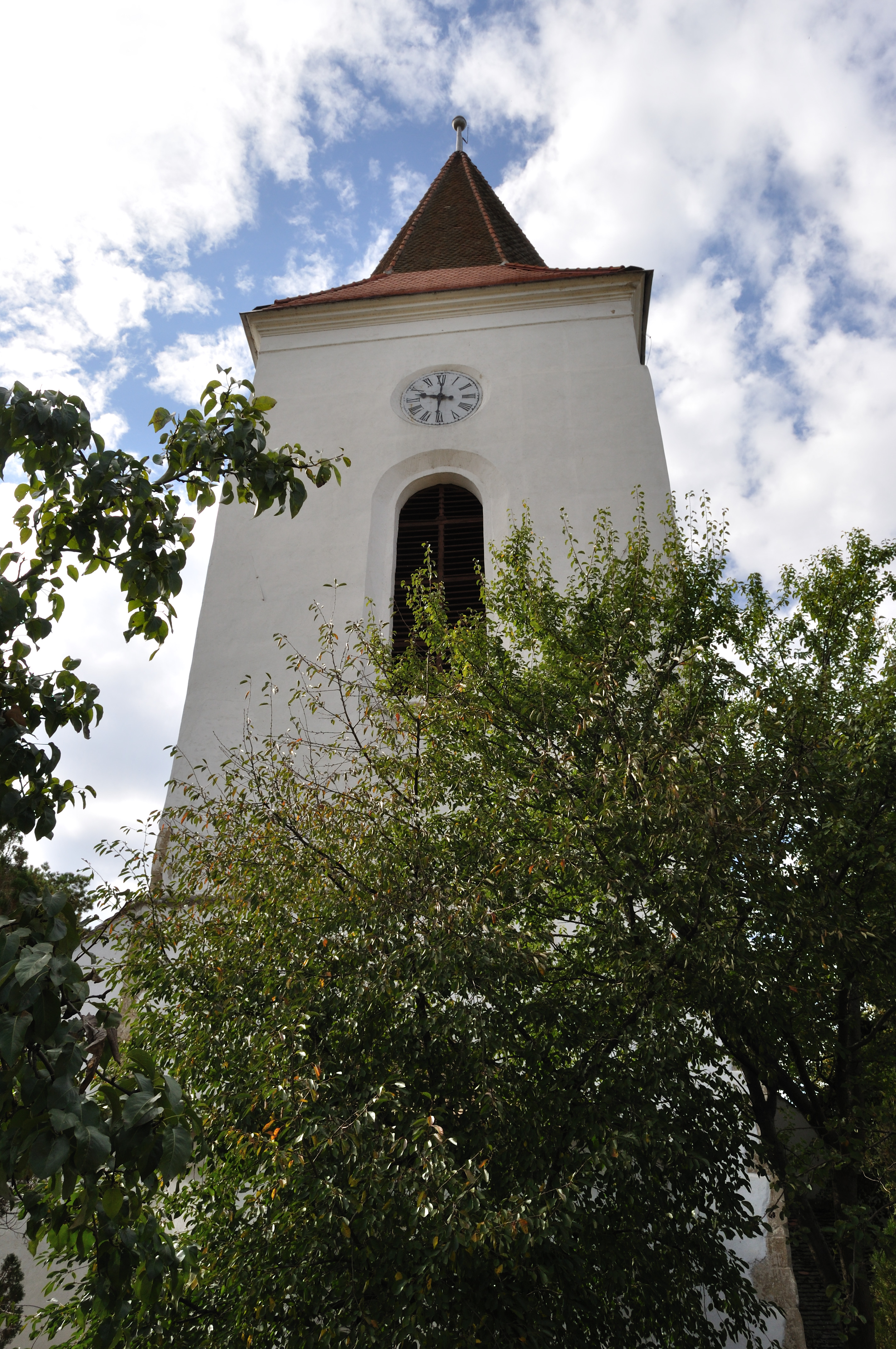
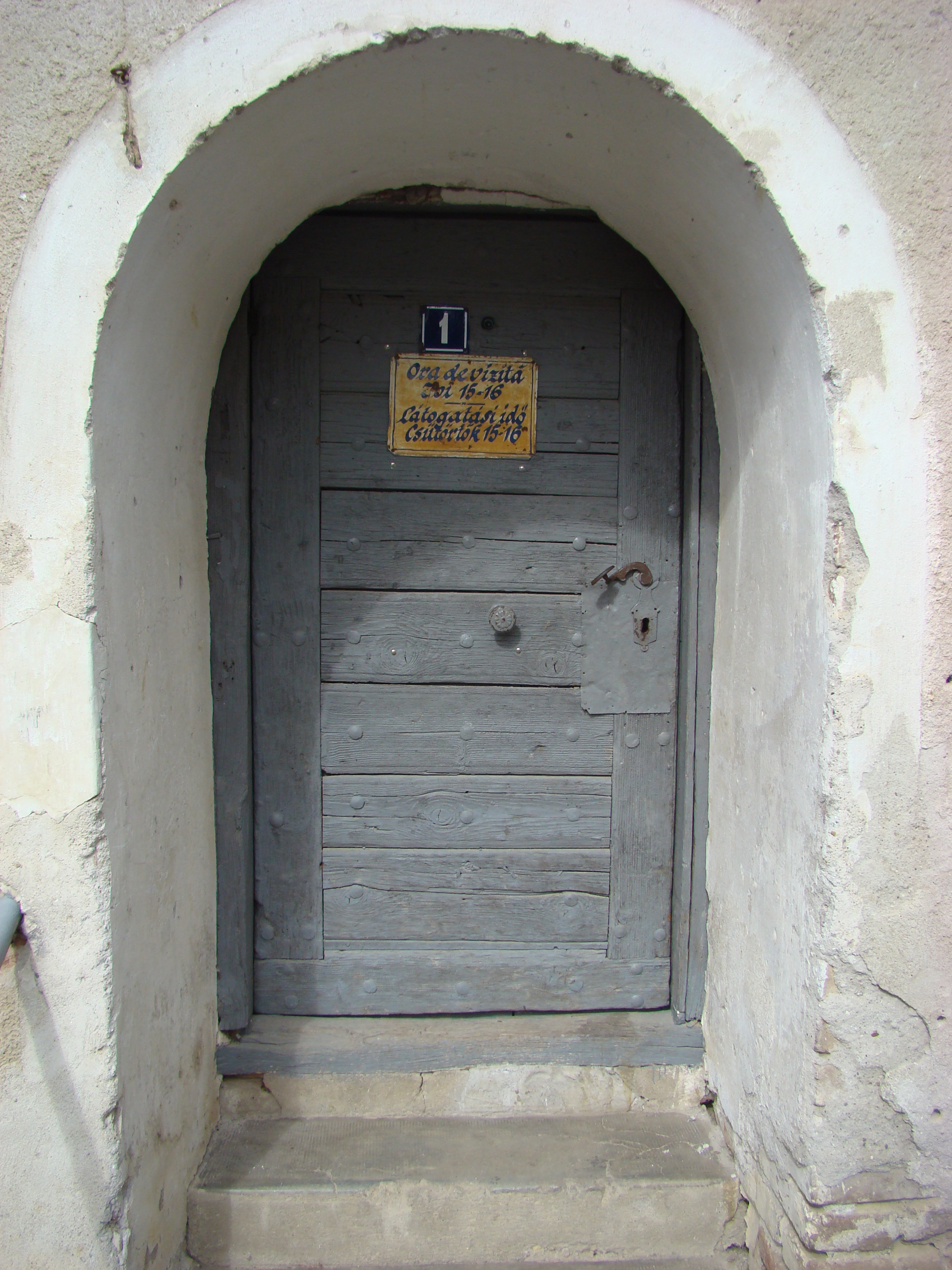
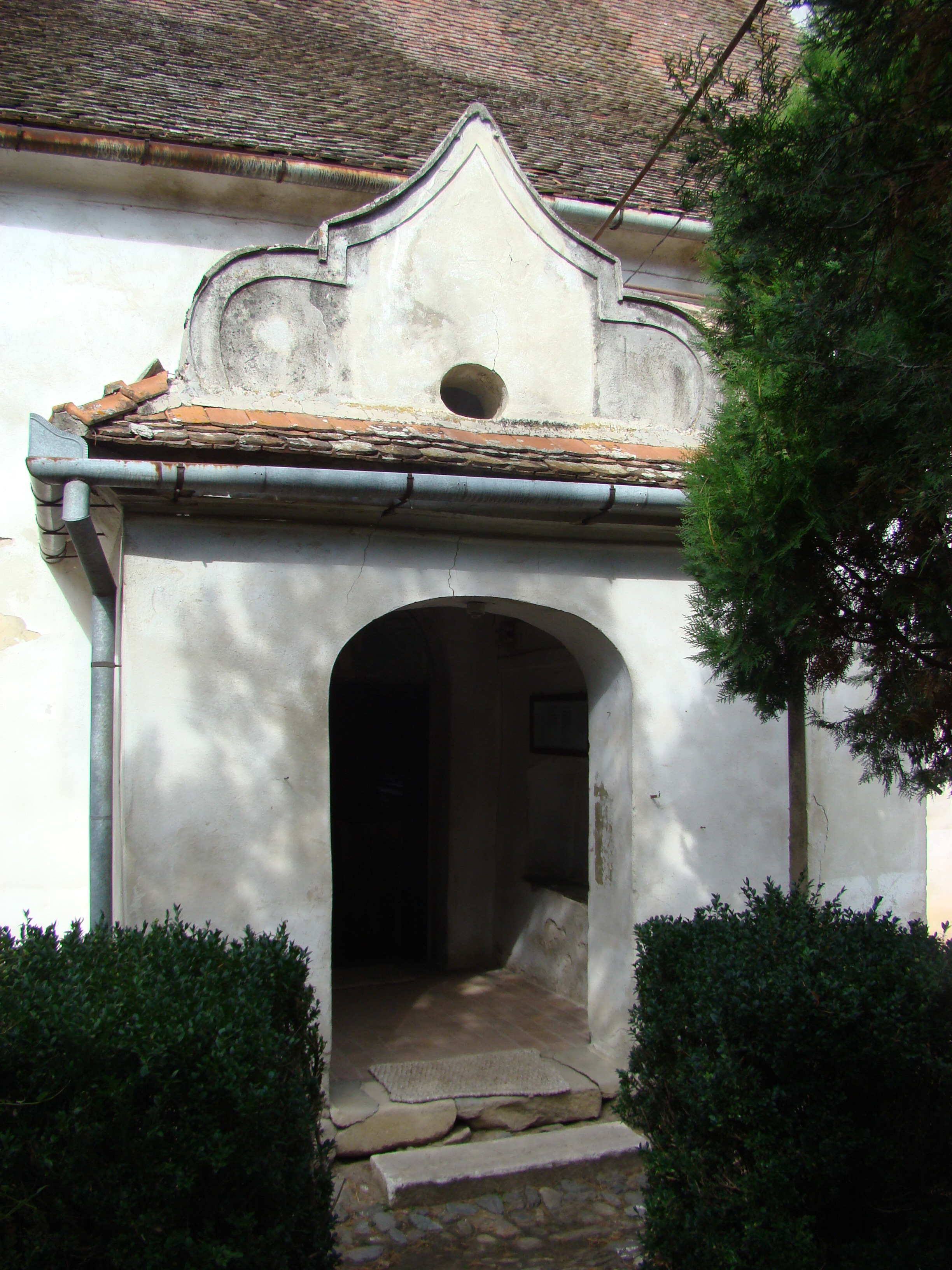
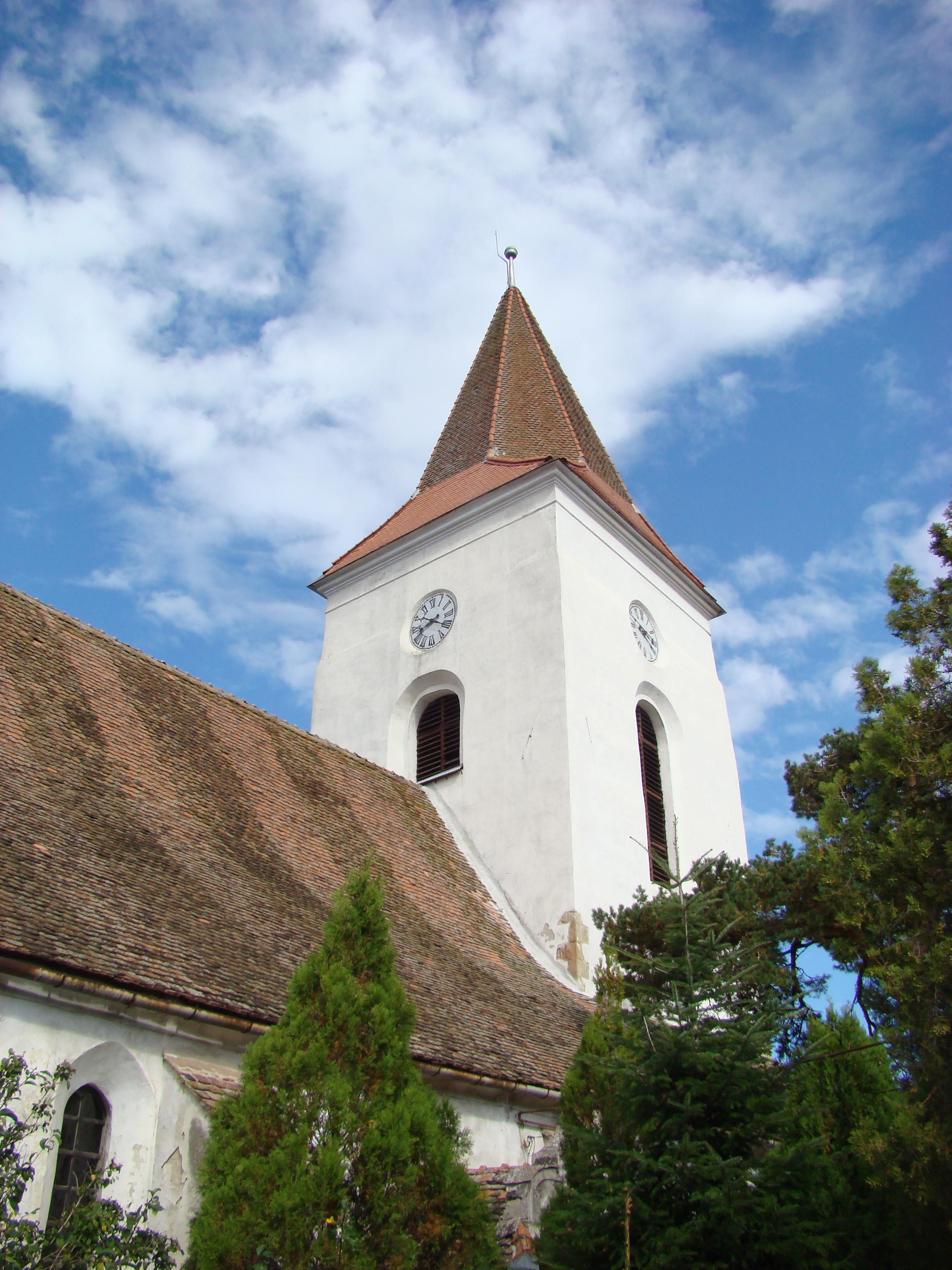
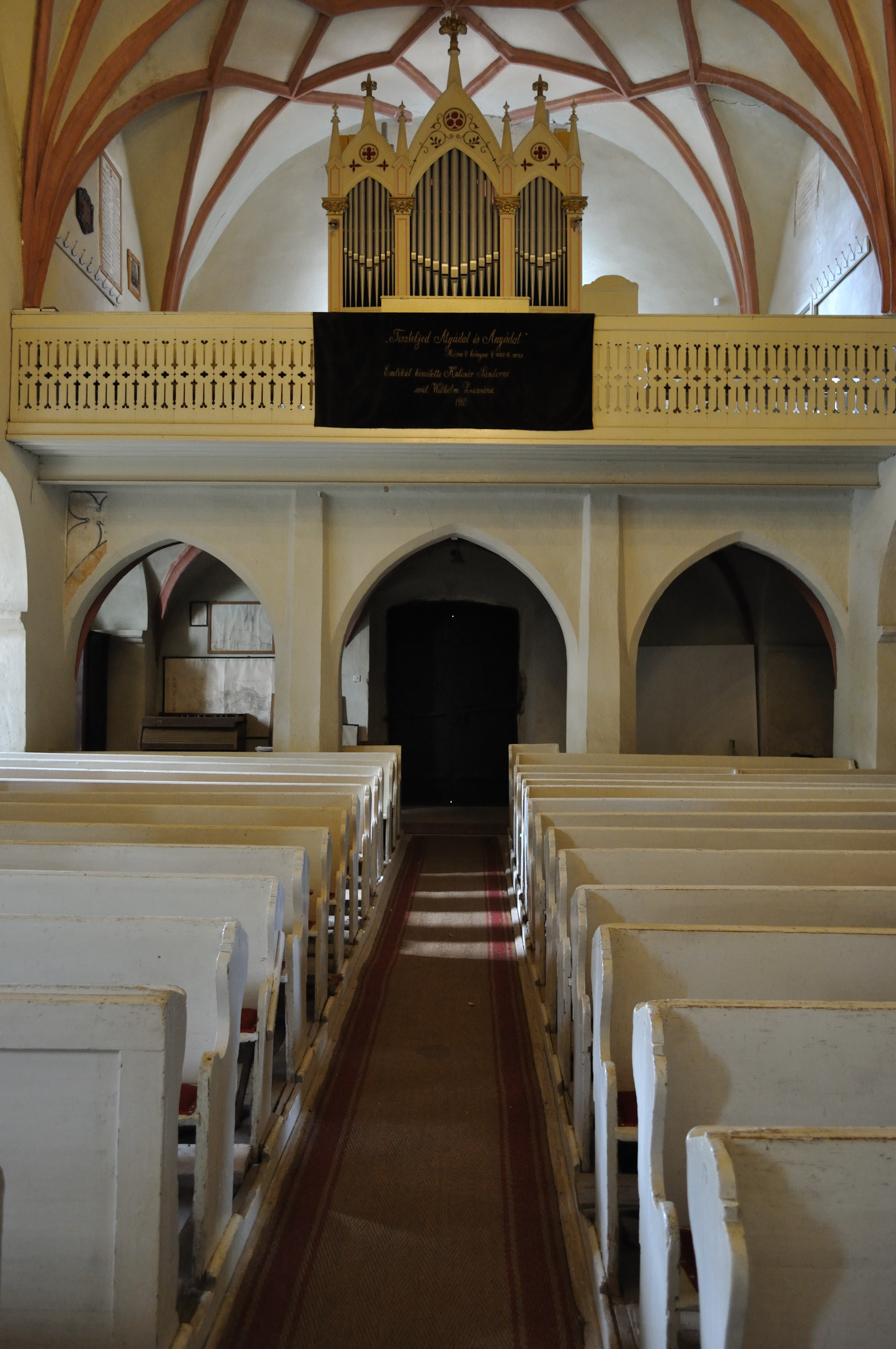
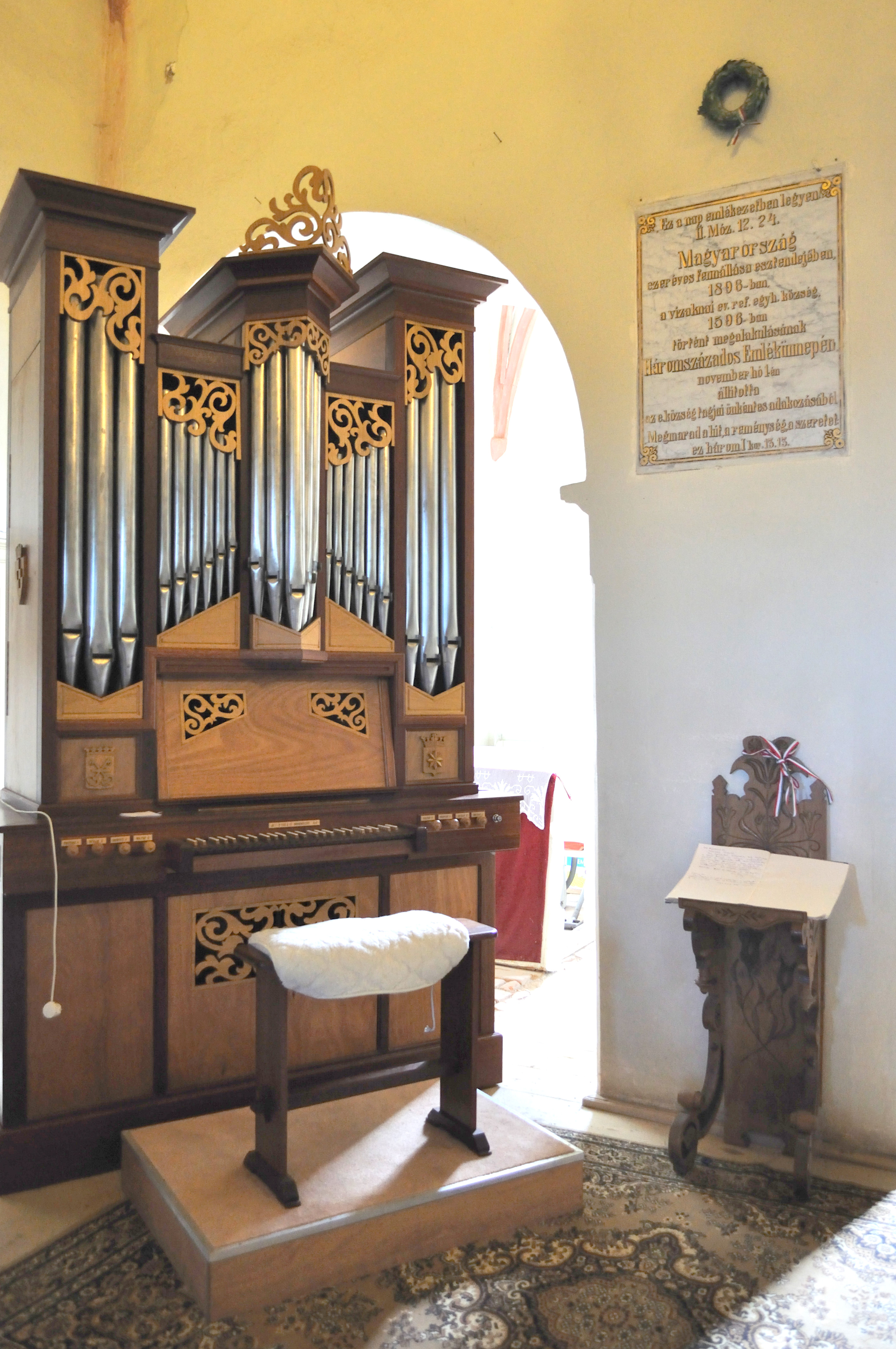
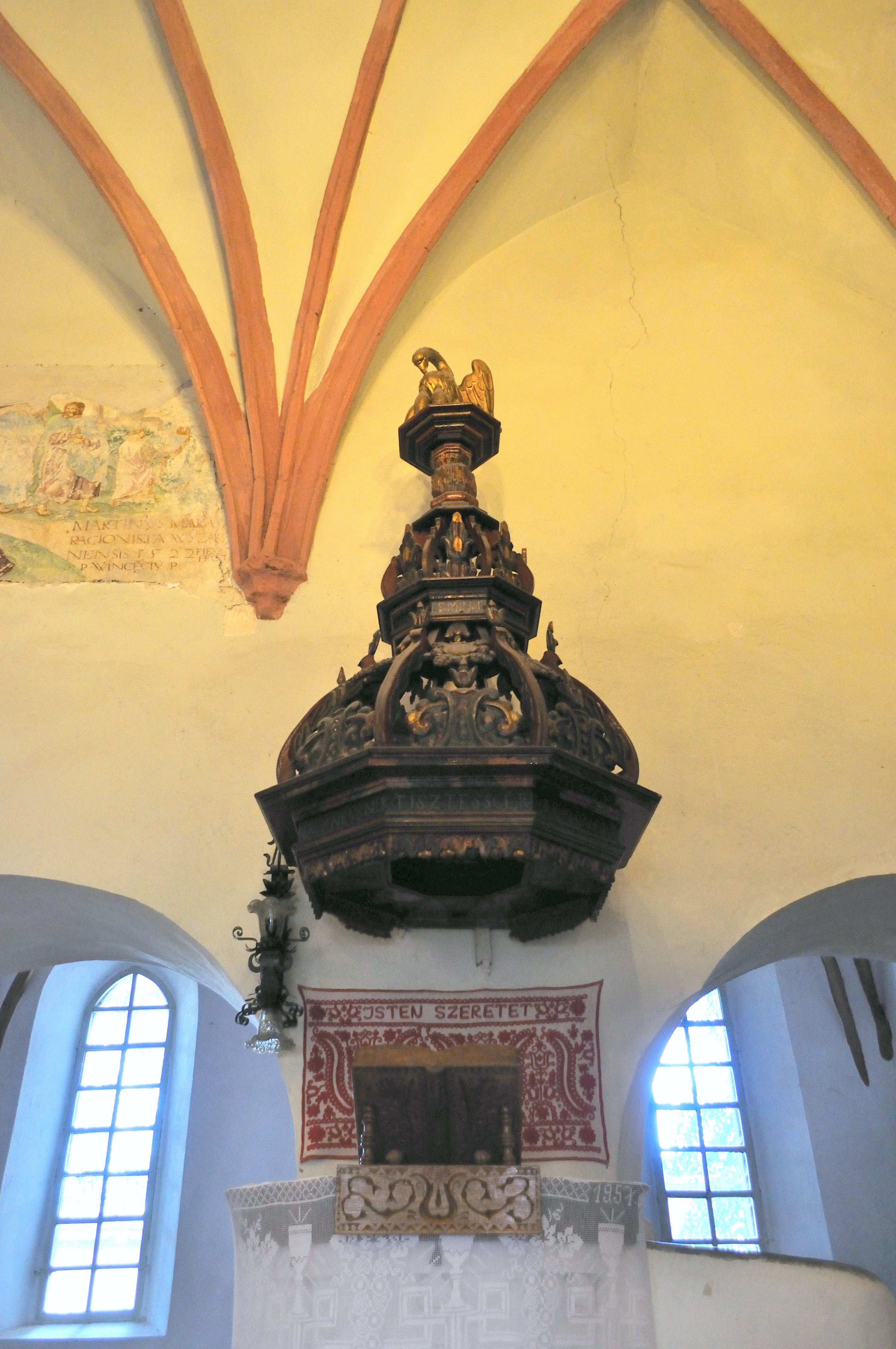
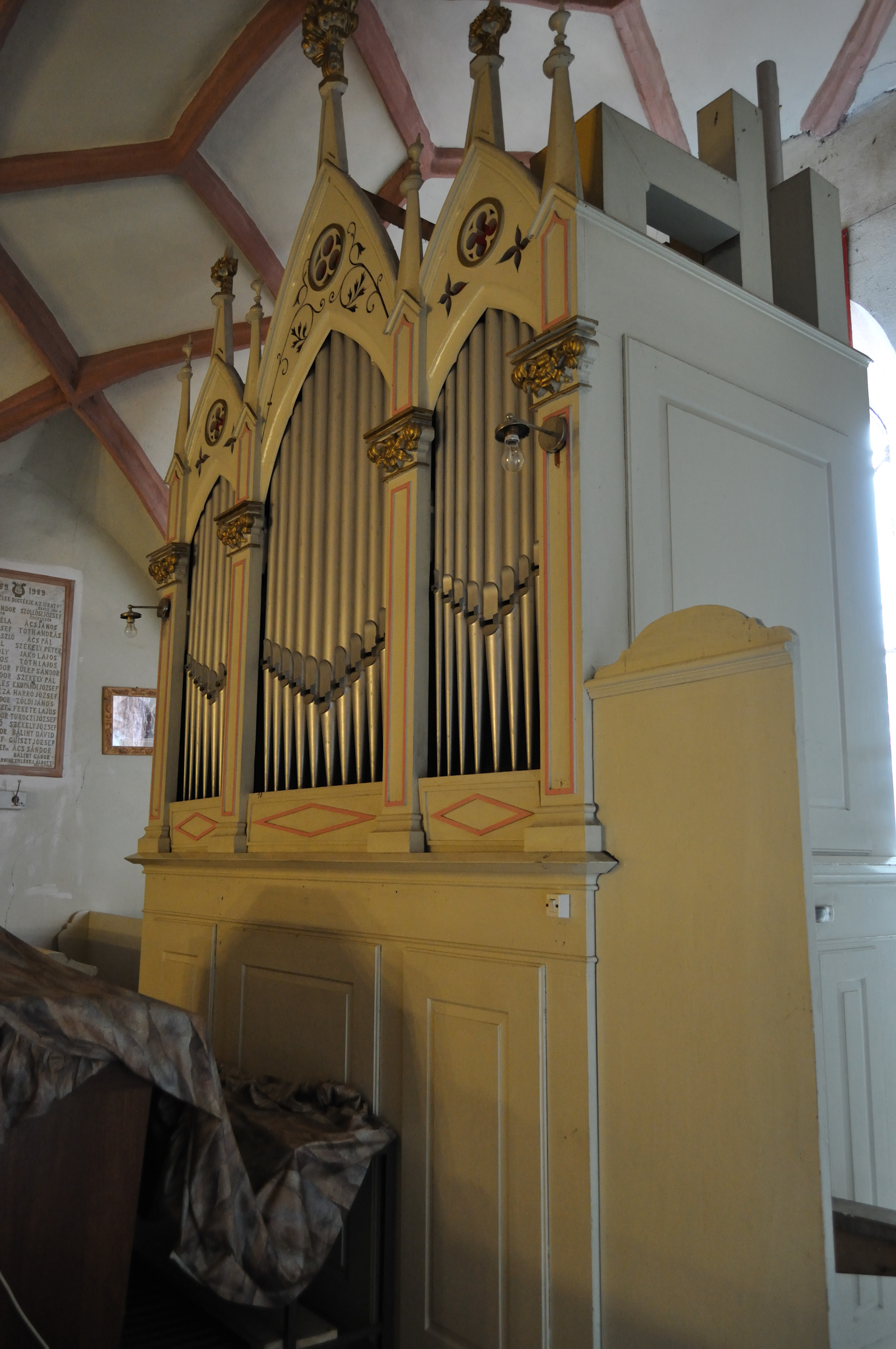
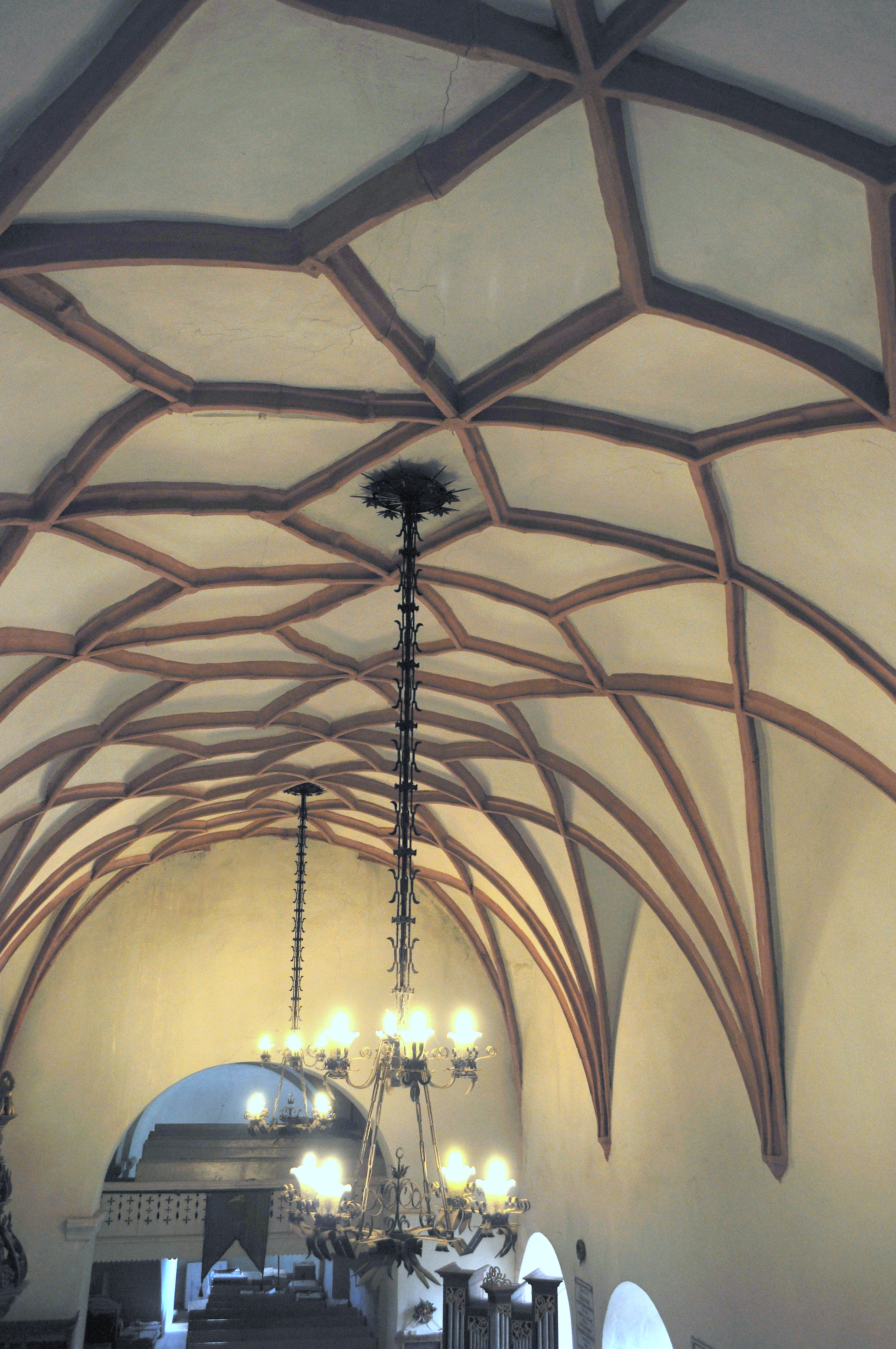
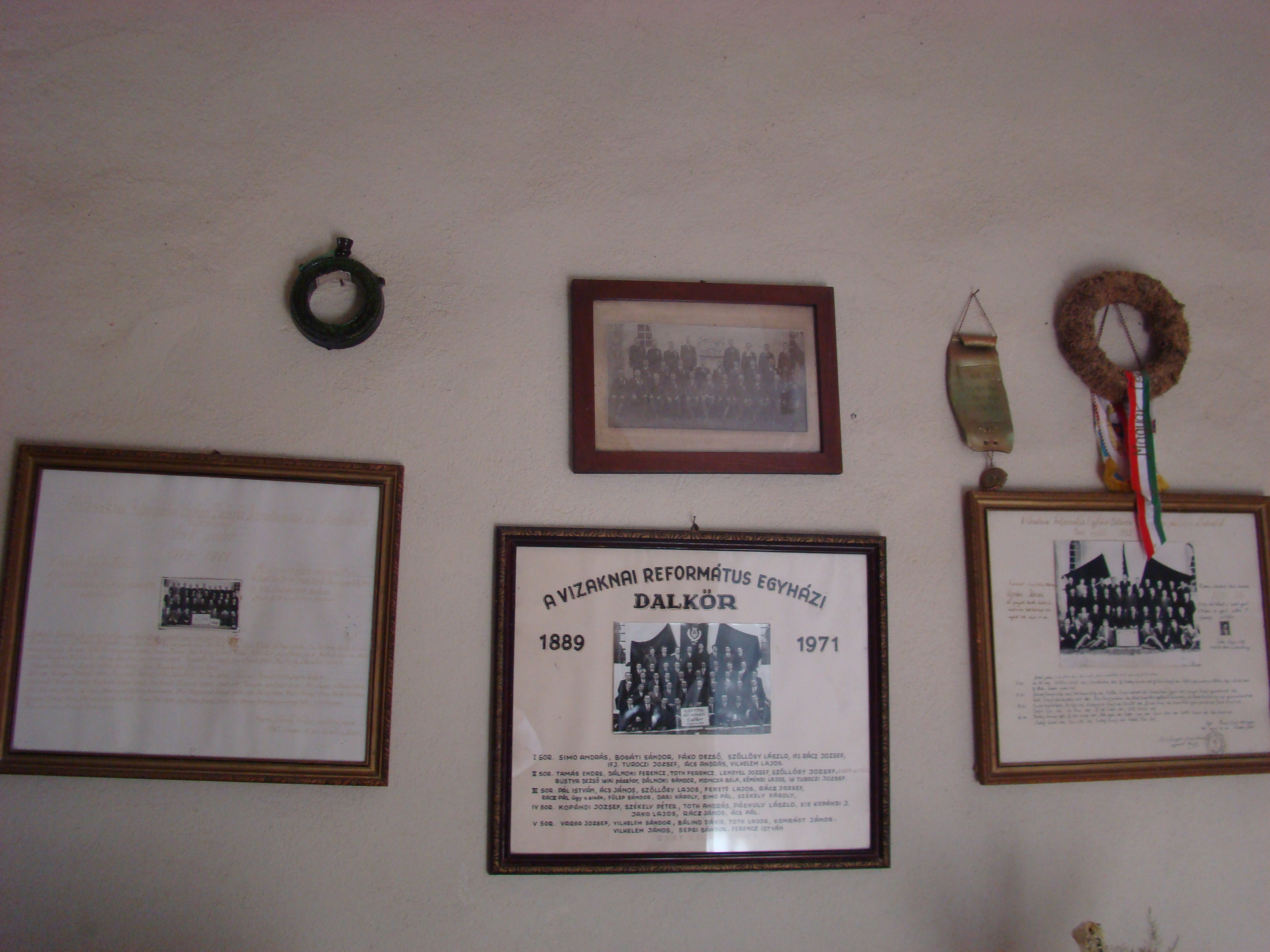
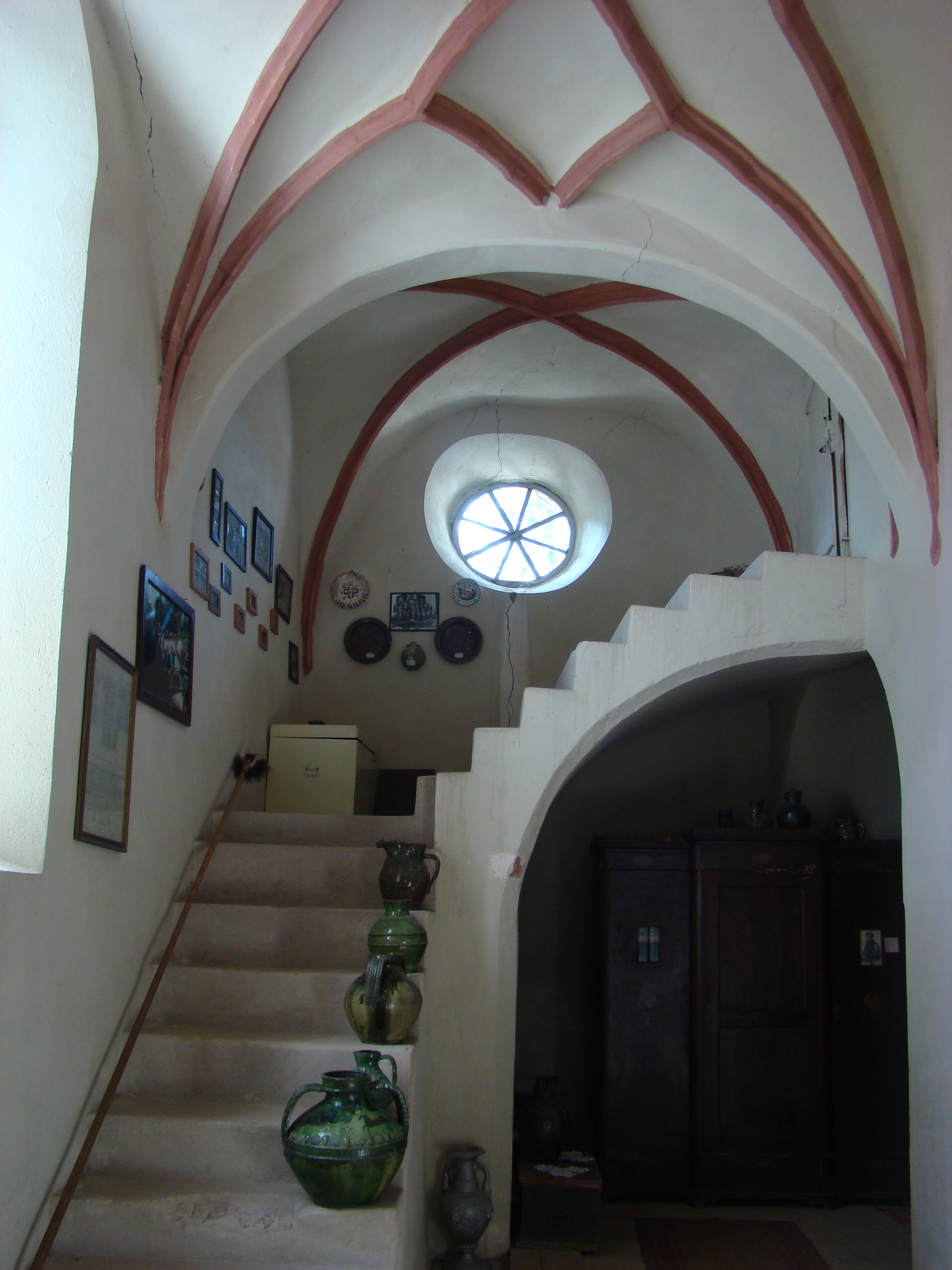
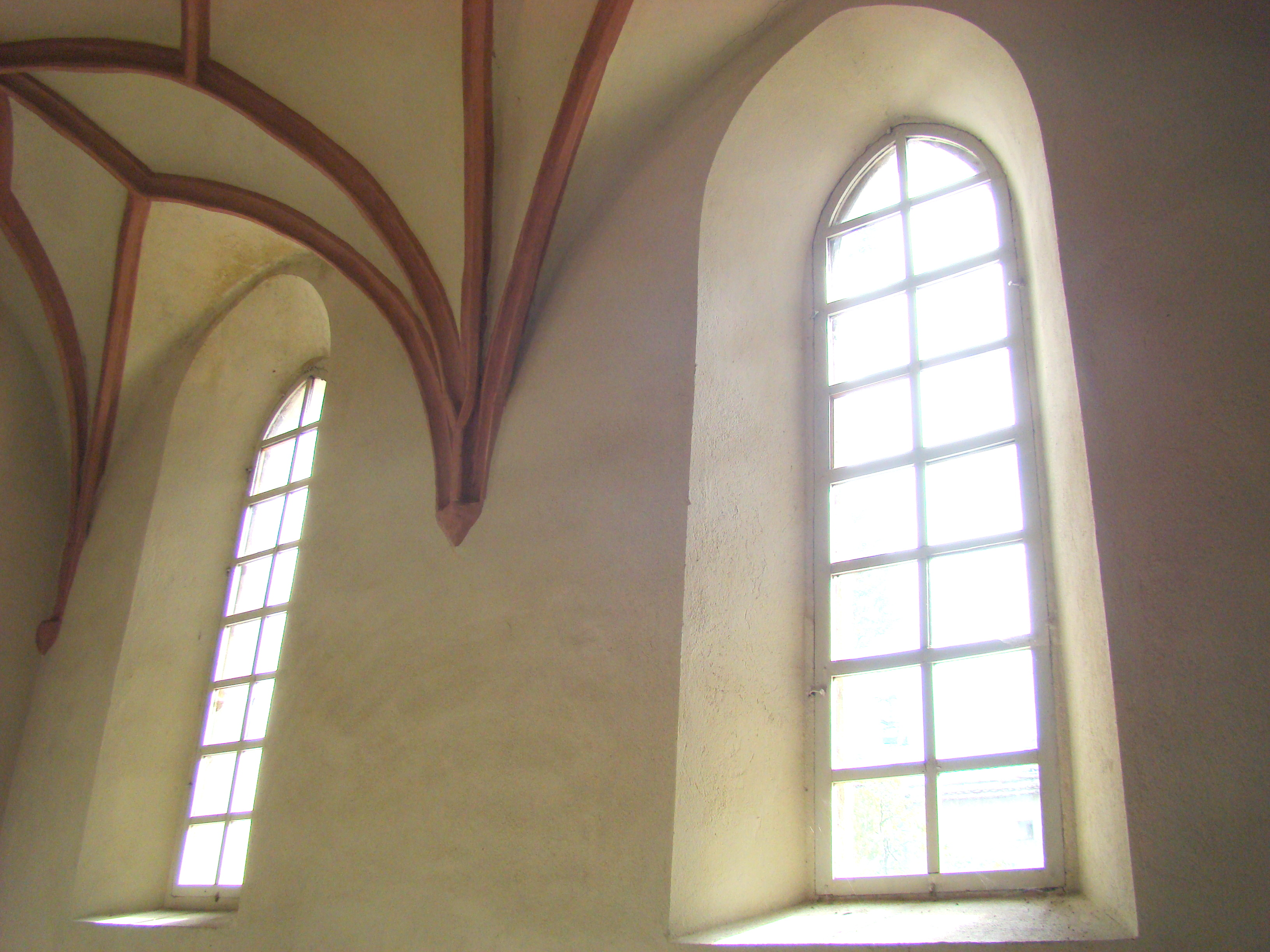
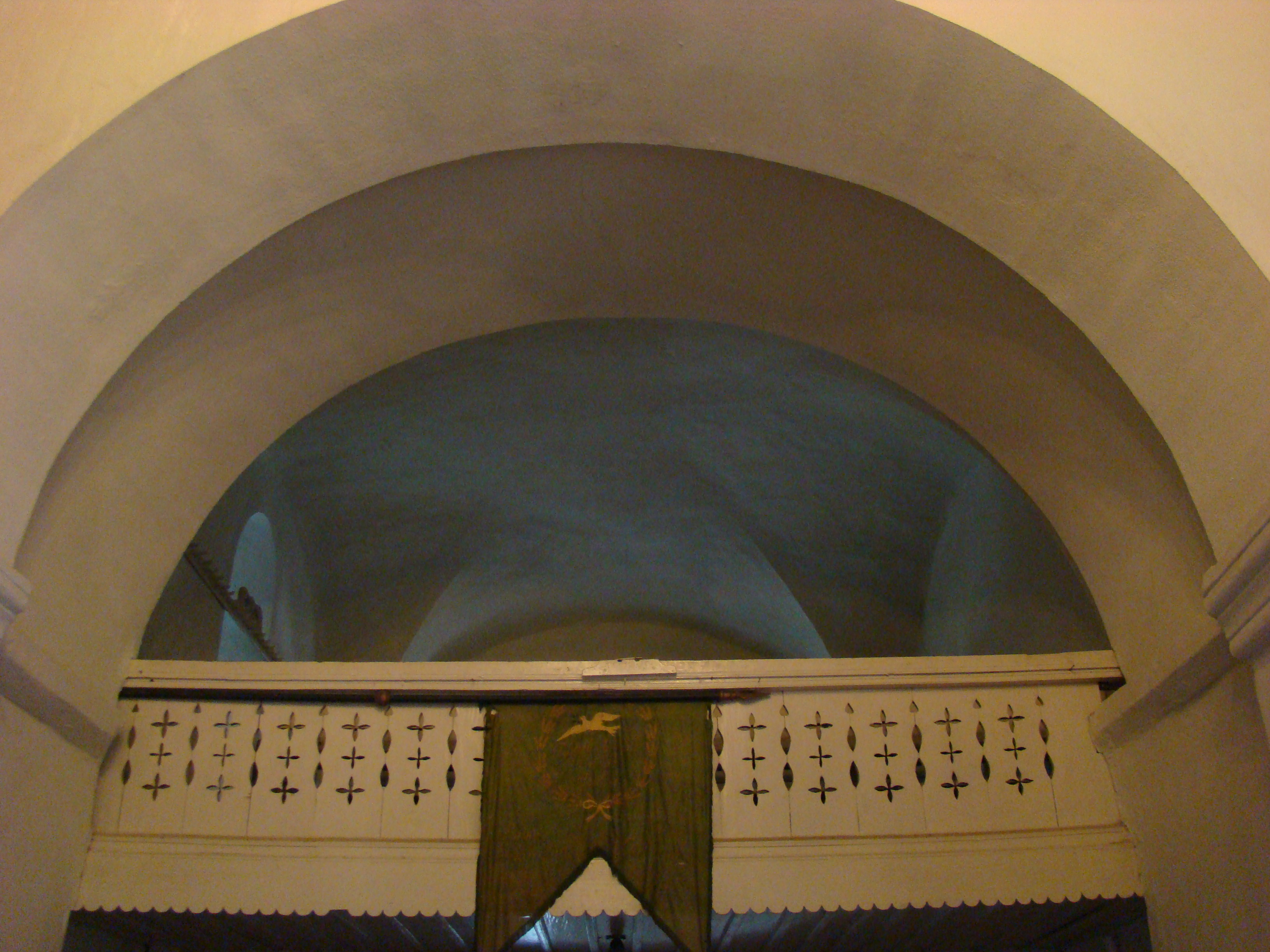
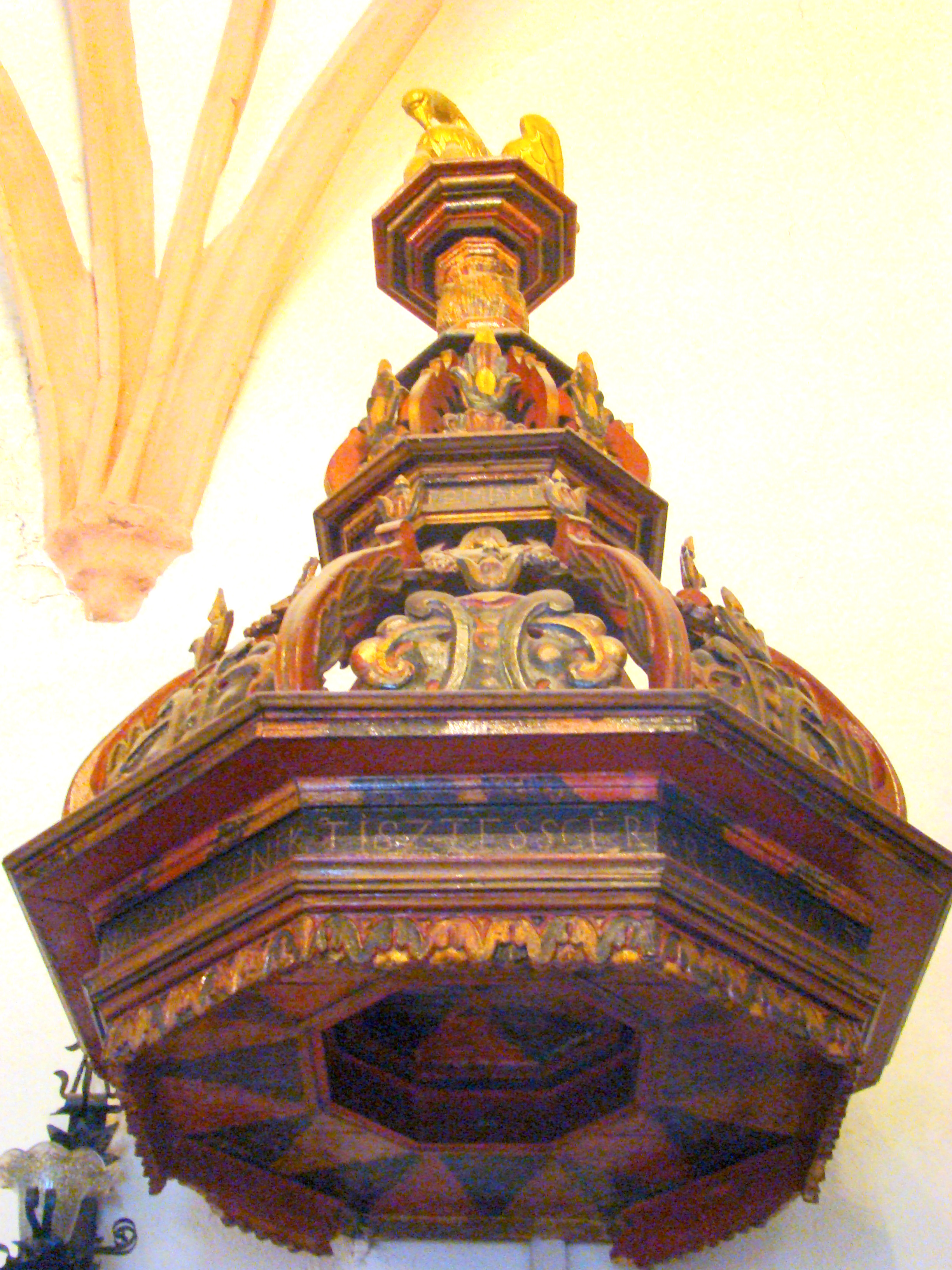
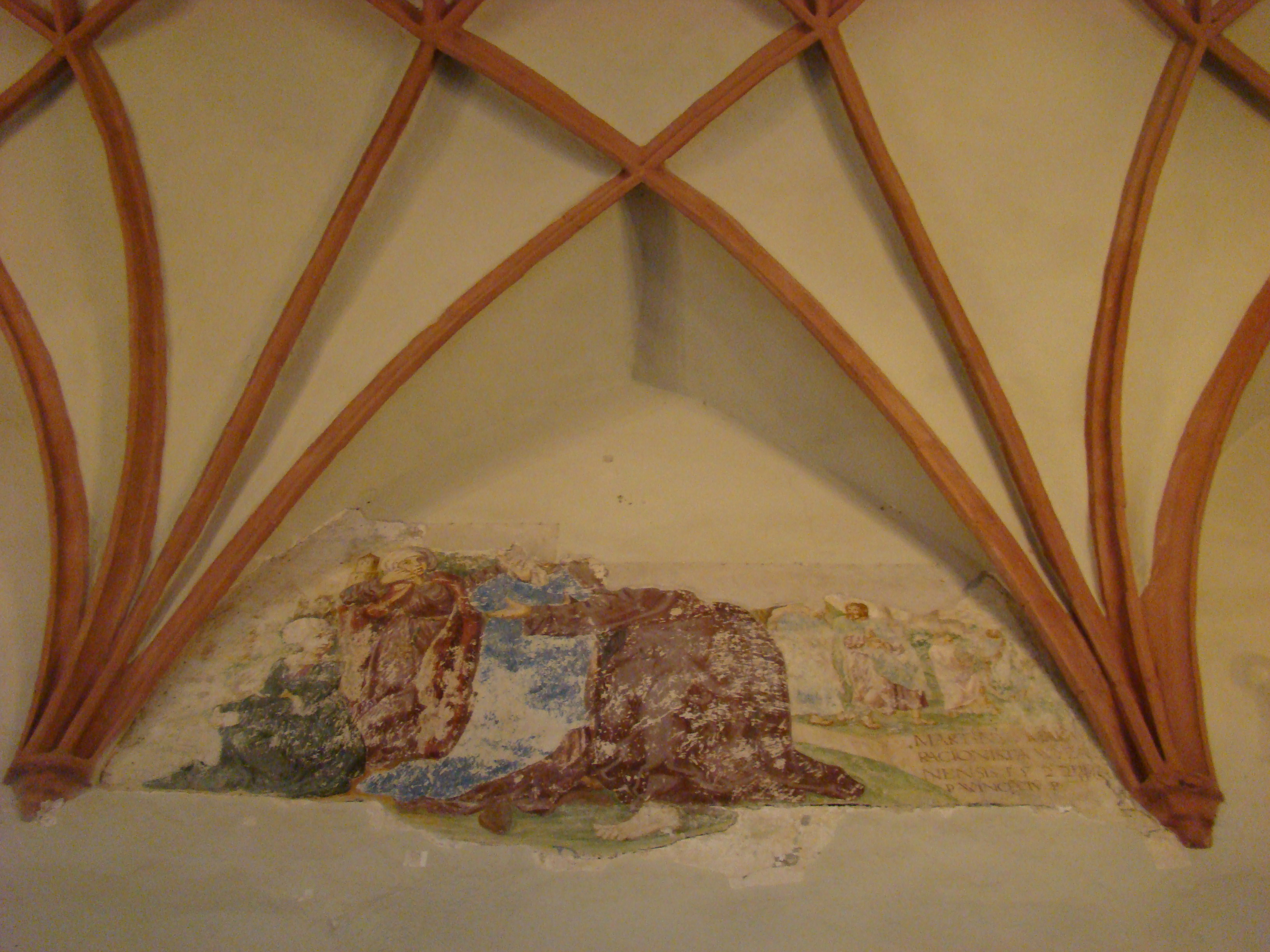
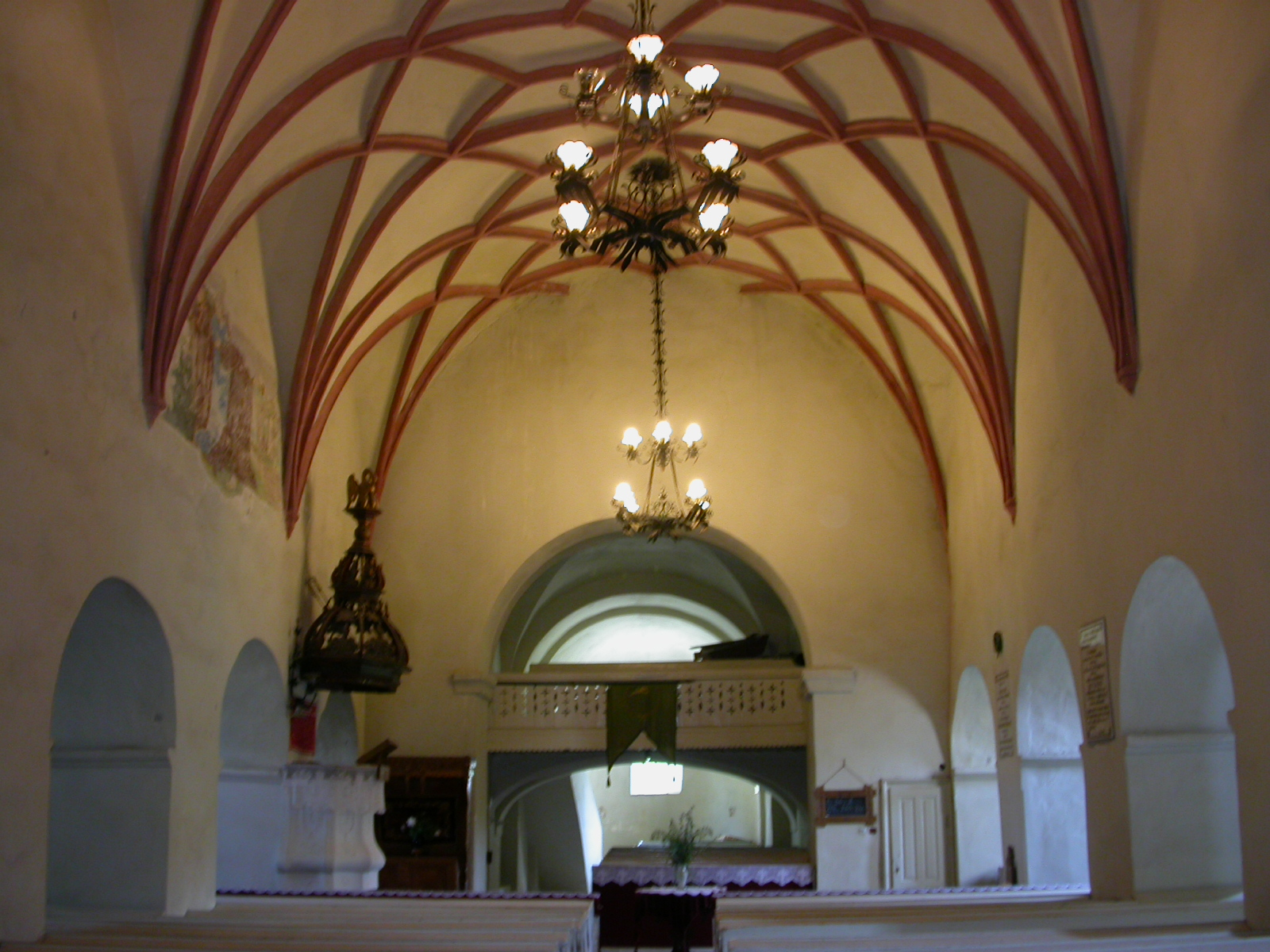
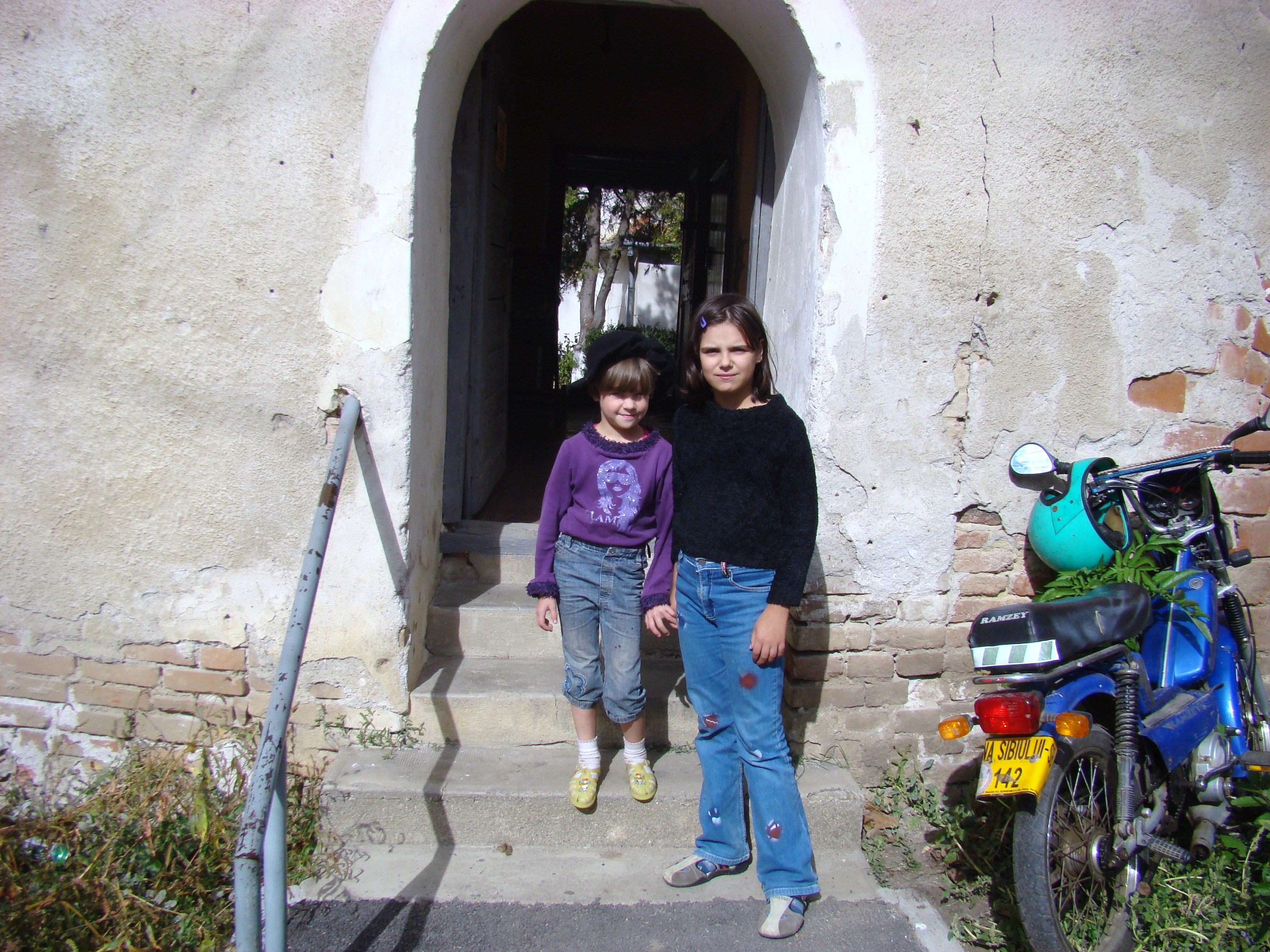
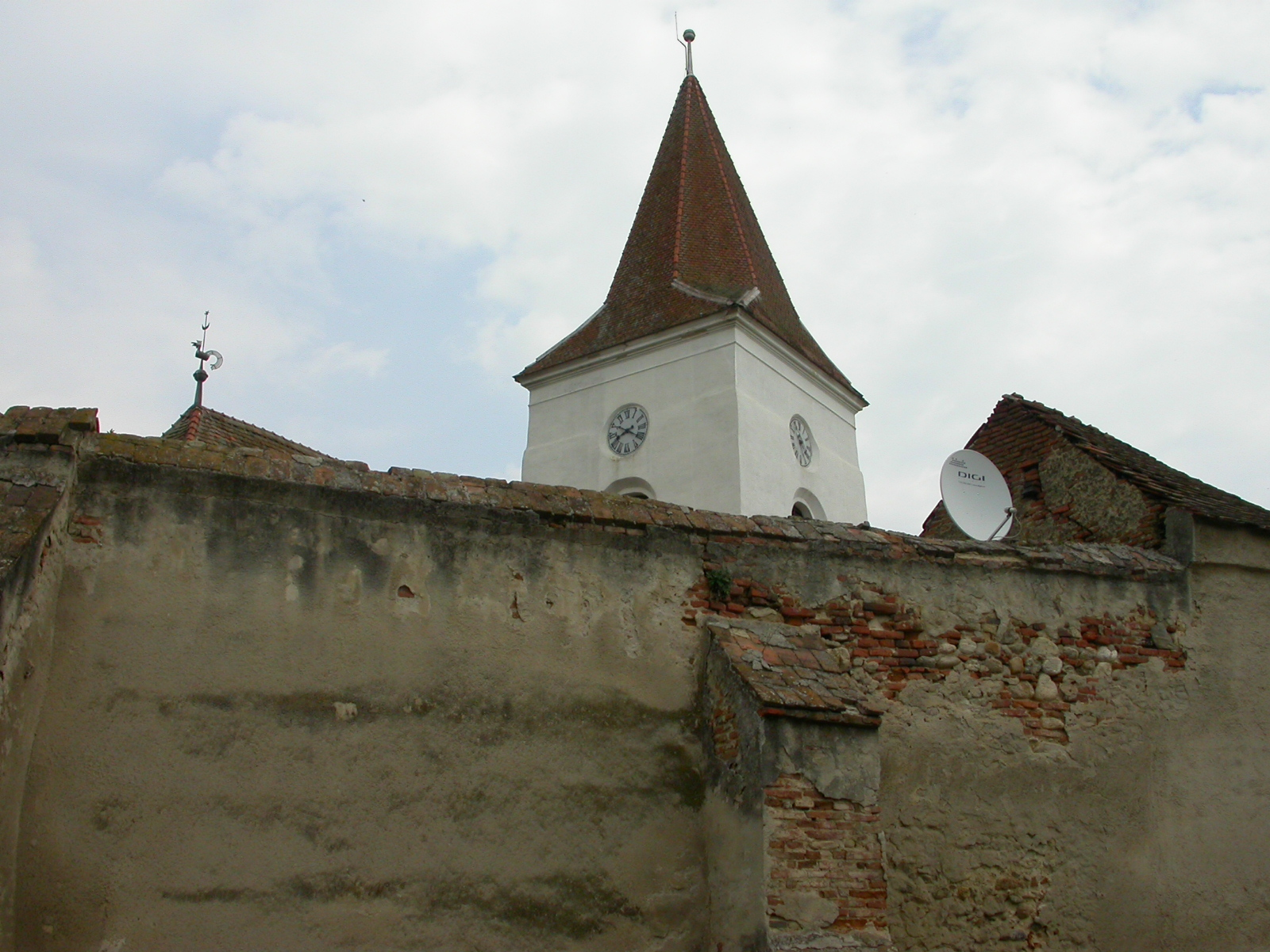
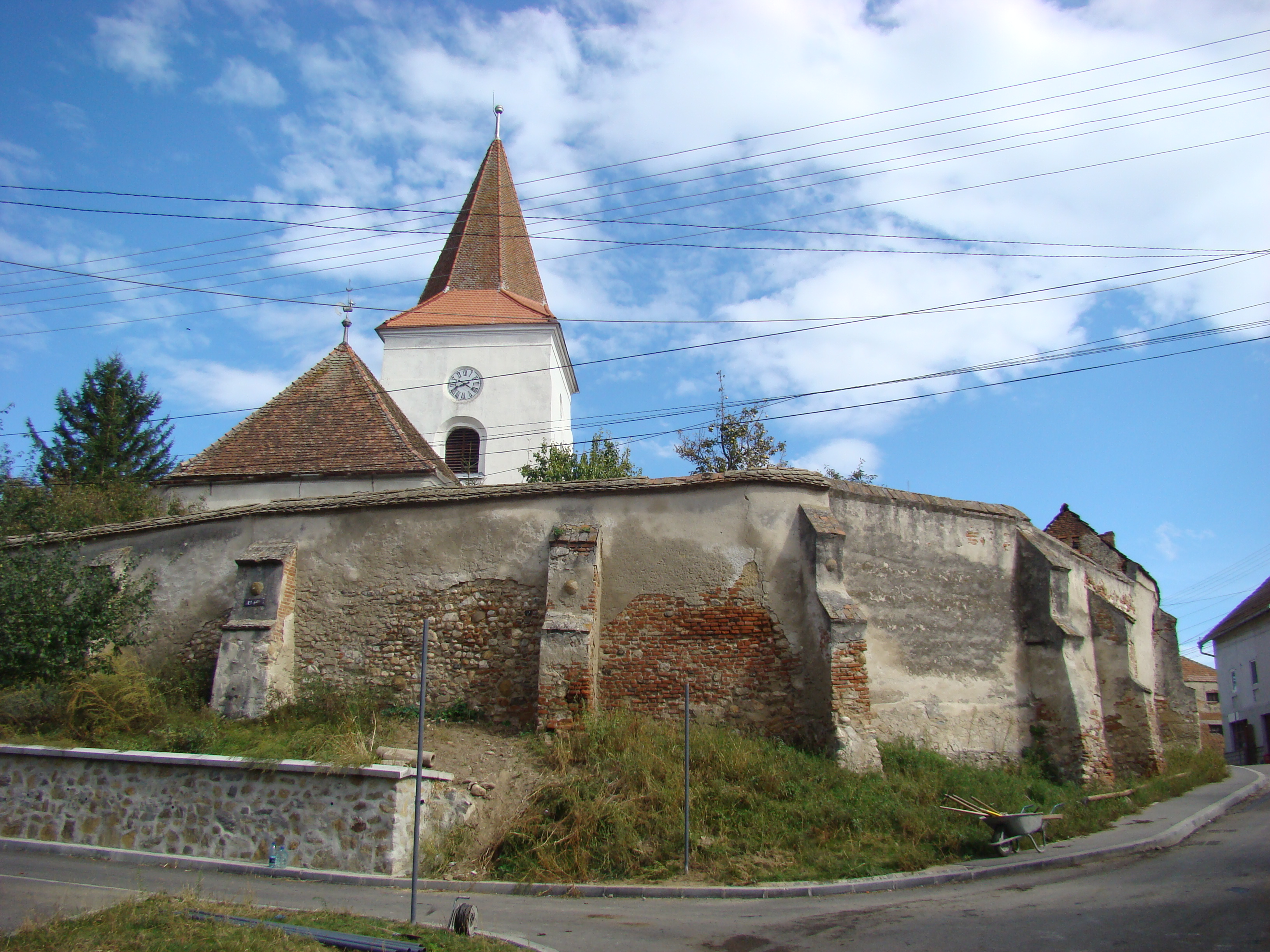